# Hangdigitalizálás
Egy hang illetve hangok, időben a levegő nyomásváltozása. Az ábrázolása analóg eszközökön elektromos áram, feszültség ingadozásával, digitálisan egy bit-sorozattal van ábrázolva. A hangminta digitális ábrázolásban nem más mint egy táblázat, ahol a táblázat szélessége a mintavételezés felbontása, hossza pedig a mintavételezés hossza.

## ADDA azaz Analog Digital illetve Digital Analog átalakítás
AD: Ekkor a bemenő szintű adott specifikációval rendelkező elektromos jelet egy ADC (analóg-digitál-konverter) valós időben egy számmá alakítja, digitalizálja (mintavétel + kvantálás). Az előállított szám ábrázolása a mai számítógépek esetén általában 16 biten, esetleg 8 vagy 24 biten történik. A mintavételezési frekvencia szabja meg, hogy egy másodperc alatt hányszor mérje az aktuális bemeneti jel feszültség értékét, és ábrázolja számként. Általában 44100 vagy 48000-szer, profibb hangkártyákon 96000-szer másodpercenként.
DA: Ekkor az adott bytestream feszültségingadozássá alakítása a feladat. A Digitális oldalról egy DAC (digitál-analóg-konverter) kapja ezt a feladatot. A korrekt jelrekonstrukcióhoz hozzátartozik az interpolálás illetve a szűrés is.
Mindezeket DSP (digitális jelfeldolgozó processzorok) segíthetik.

## Digitális ábrázolás
Egy 16 bites ábrázolás esetén 216 azaz 65536 különböző értéket különböztethetünk meg. 
Egy másodperc tömörítetlen CD minőségű hang anyag körülbelül 2*(16/8)*44100 azaz 86 kilobájt helyet foglal, mivel sztereó és 8 bit az egy byte. 74 Perc tömörítetlen CD minőségű hanganyag kb. 740-800 megabájt.
Az MP3 tömörítés egy adatveszteséggel járó adat tömörítési eljárás kimondottan hanghullámok digitális tárolására. 
A ADDA átalakítás minősége az analóg alkotó részek minőségétől, az ADC/DAC illetve DSP teljesítményétől és minőségétől is függ.
Az emberi hallás 20 Hz és 20 kHz közötti frekvenciákon ingó hullámokat hallhatja. Könnyű észrevenni, hogy 44,1 kHz-es ábrázolás esetén egy 20 kHz-es szinusz jelből 20 kHz-es négyszög jel keletkezik, azaz az ADDA átalakítás már maga "adatvesztéssel", azaz minőségbeli romlással jár.